# Йовчо Кеяпенчев
Йовчо Кеяпенчев е български революционер в Четата на Таньо войвода през 1876 година.

## Биография
Родом е от село Голям извор, Разградско. Деен член на революционния комитет в селото, основан от Сидер Грънчаров. По време на организирано от комитета обучение по стрелба е заловен носейки въстанически калпак и предаден на мюдюра в Разград. Селските първенци се застъпват за буйния младеж и управителя на малкия град го освобождава.
Йовчо веднага бяга във Влашко, където попада в Олтеница и се поставя на разположение на тамошния комитет. По поръчение на олтенишкия комитет Йовчо се връща обратно през Дунава за да посети село Побит камък и да се свърже с местния първенец Пеньо Недков Пулето във връзка с несъстояло се присъединяване към четата на още осем души. В новосформирания отряд Йовчо и Стефан Николов Заралията вероятно са били познавачите на местността и водачи през горите. В четата Йовчо Кеяпенчев остава до нощта на 21 май, когато се губи в гората около Каменово с още един другар и заедно с него отстъпват в Румъния..